# Кыргызско-уйгурская война
Кыргызско-уйгурская война – вооружённый конфликт, разгоревшийся в ходе восстания енисейских кыргызов против уйгурской гегемонии под предводительством Ажо в 820 году.

## Предыстория
Изначально, в 751 году, енисейские кыргызы объединились с карлуками и другими тюркскими народами против уйгурского кагана Элетмиша Бильге. В 758 году уйгуры одержали верх над кыргызами, и поставили их государство в вассальную зависимость от Уйгурского каганата.

## Ход конфликта
В 820 году енисейские кыргызы подняли восстание против уйгурской гегемонии и объявили Ажо своим каганом. В том же году для подавления восстания была послана карательная армия во главе с одним из уйгурских министров, которая позже была разбита.
Отряды енисейских кыргызов постепенно прорывались через сеть уйгурских укреплений на территории современной Тувы, совершая регулярные налёты на уйгурские крепости, форты и так далее. Незадолго до взятия уйгурской столицы Хара-Балгас, Ажо писал уйгурскому кагану следующее:
«Судьба твоя решена. Я скоро возьму золотую орду твою, поставлю перед нею моего коня и водружу своё знамя. Если можешь состязаться со мною, то немедленно приходи, если не можешь, то скорее уходи.»

### Захват уйгурской столицы
В 840 году, когда война начала подходить к своей финальной фазе, 100-тысячная армия енисейских кыргызов при содействии одного из уйгурских старейшин Цзюйлу Мохэ успешно захватили столицу Уйгурского каганата. В результате город был разрушен до основания, посреди огня и руин Ажо поставил свою золотую палатку, к тому же качестве трофея к нему попала китайская принцесса Тайхон. Правитель енисейских кыргызов перенёс ставку в горы Лаошань и отправил китайскую царевну с эскортом в Империю Тан, однако по пути его атаковал Уге-хан и пленил царевну, а в свою очередь разные группы разбитых уйгуров начали бежать от войск енисейских кыргызов в разные направлении.

### Уйгурская миграция
Остатки разбитых уйгуров начали бежать по разным направлениям. Небольшая группа уйгуров под командованием тегина Кэчжили ушла в Забайкалье, а другая группа под руководством тегина Хучо направилась в южную Маньчжурию к киданям. Некоторые уйгуры бежали к границам Империи Тан, в то время как тринадцать племён объявили каганом тегин Уге и укрепились у гор Цоцзы-тань. Другие группы уйгуров осели в различных местах и основали такие государства как Ганчжоуское уйгурское идикутство и Государство Кочо.

### Походы в Восточный Туркестан
В 841 году кыргызский каган взял в плен китайскую принцессу Тай-хон и отправил её в сопровождении послов обратно в Китай. В пути они были перехвачены У-цзе каганом, который убил послов, кроме принцессы Тай-хон. Вместе с ней он пересёк пустыню Гоби.
Кыргызы продолжали контролировать большие пространства в Центральной Азии. В 9 веке они осуществляли дипломатические контакты с Империей Тан. Однако, только в конце IX века их воздействие распространилось на Восточный Туркестан. Они покорили города Пенчул и Аксу, а также Аньси (Куча), Бэйтин (Бешбалык) и дада (татары).
В конечном счёте, Кыргызский каганат начал контролировать значительную территорию в Туркестане, от Кашгара до озера Иссык-Куль.

### Татаро-уйгурское сопротивление
После успешного похода Алп Сол Тепека, когда всё на своём пути было уничтожено в немилости преследования, испуганные татары и уйгуры отступили до границы китайской провинции Ганьсу. Однако их пребывание там было кратким, поскольку их сопротивление было быстро разбито, и они были вынуждены признать высшую власть кыргызского кагана. Провинция Ганьсу пострадала от последствий нападения кыргызов.
Власть Китая получила информацию о том, что им "покорились пять племен: Аньси, Бэйтин, Дада (татары) и другие". Эти сведения содержатся в древнекыргызских рунических памятниках и источниках эпохи Тан, сохранившихся китайских исторических записях.

### Вторжение кыргызов в Ганьсу
В 842 году после кыргызско-татарской войны остатки разгромленных татар были вынуждены мигрировать в китайскую провинцию Ганьсу. Преследуя татар и уйгуров, енисейские кыргызы вторглись в Ганьсу и разорили его, захватив с собой много пленных и богатств.

### Маньчжурская операция
В 848 году кыргызский каган отправил военачальника Або с 70-тысячным войском в поход на юг. Главная цель операции Або заключалась в поиске и уничтожении Энянь дэлэ-хана, брата покойного кагана Уге-хан. Або начал своё движение со стороны юго-запада. Он проник в Маньчжурию, разгромил Шивэй и пленил уйгуров. Затем он вернул бежавших уйгуров на север от пустыни Гоби и расширил границы Кыргызского каганата. В результате, поход Або укрепил влияние кыргызского каганата и позволил контролировать новые территории.

## В культуре

Суджинская надпись

20-летняя война между уйгурами и кыргызами нашла отражение в одной из древнекыргызских стел, а именно в Сунджинской надписи:
- (1) Я изгнал яглакарских ханов из уйгурской страны.
- (2) Я сын кыргызов. Я Бойла Кутлуг Ярган.
- (3) Я — буюрук Кутлуг Бага тархан — огя.
- (4) Молва обо мне достигла стран Востока и Заката.
- (5) Я был богат, у меня было десять аулов, мои кони неисчислимы...
- (6) Своему наставнику я дал сто гнедых коней.
- (7) Сыновья мои! Будьте среди людей подобны моему наставнику! Служите кагану! Будьте мужественны![23]